# Daphnia pulex
Espèce
Synonymes
- Daphnia (Daphnia) pulex Leydig, 1860[2]
- Daphnia schoedleri G.O. Sars, 1862[3]

Daphnia pulex est une espèce de crustacés d'eau douce de la famille des Daphniidae. C'est l'espèce de daphnies la plus commune.

## Publication originale
- Leydig, 1860 : Naturgeschichte der Daphniden, (Crustacea cladocera). p. 1-292 (texte intégral) (de).